# 卤仿反应
卤仿反应是甲基酮类化合物，即含有乙酰基的化合物（R-CO-CH3，R-可为氢、烃基或芳基）在碱性条件下卤化并生成卤仿(三卤甲烷)与羧酸盐的有机反应。

## 机理
卤仿反应在机理上可以分为三步。以碘参与的卤仿反应为例：
1. 羰基α-氢的连续卤化：
  - R-CO-CH3 + 3 I2 + 3 OH− → R-CO-CI3  +  3 I− + 3 H2O
2. 氢氧根的进攻：
  - R-CO-CI3 + OH−  → RCOOH + CI3−
3. 质子交换，卤仿最终形成：
  - RCOOH + CI3− → RCOO− + CHI3

从本质上说，第1步是X+对氢的亲电取代；第2步是一个亲核取代。2、3步合起来可以看作三卤甲基酮的水解。
部分醇类物质也可发生碘仿反应，机理如上图。图中第一步，是相對應甲基酮化合物的醇類會因為被鹵素分子氧化成甲基酮進而產生鹵仿反應，因此此類化合物對於鹵仿反應通常也會呈現陽性反應。
参加反应的卤素是碘时，稱為碘仿反應，氯、溴以此類推。氟氣不能与甲基酮类化合物进行这种反应，但是形如R-CO-CF3的化合物可以用来制备氟仿（CHF3），这相当于卤仿反应机理的后半部分，是水解反应。
卤仿反应只有在鹼性條件下才會產生鹵仿，酸性條件下則只會在与羰基相连的甲基帶上一個鹵素原子。这相当于羰基α-氢的卤化，反應式：
- 2 R-CO-CH3 + X2 －酸性條件→ 2 R-CO-CH2X

## 應用

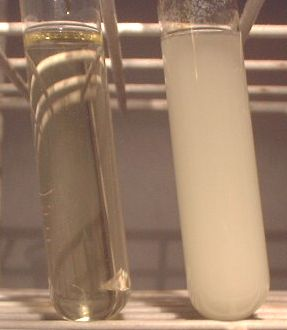
碘仿反应分别呈阴性和阳性。

碘仿反应是卤仿反应的一种重要应用，在分析化学中用来定性检测甲基酮类化合物(R-CO-CH3)及相应的醇（R-C(OH)-CH3）。该类化合物与氢氧化钠和碘单质反应，生成常温不溶于水、有消毒劑气味的黄色固体碘仿。
以丙酮混合次氯酸鹽可以用來製造氯仿也是鹵仿反應的一種应用。在有机化学中，卤仿反应可用来利用甲基酮类化合物合成相应的羧酸。